# Pakistan Oriental
Pakistan Oriental (en bengalí: পূর্ব পাকিস্তান Purbo Pakistan, i en urdu: مشرقی پاکستان Mashriqi Pakistan) va ser una província de Pakistan que va existir entre 1955 i 1971. Pakistan Oriental va ser creada a partir de la província de Bengala per un plebiscit en el que era l'Índia britànica en 1947. Bengala Oriental va triar unir-se a Pakistan i convertir-se en una província de Pakistan denominada Bengala Oriental. Bengala Oriental fou reanomenada com Pakistan Oriental en 1955 i més tard es va convertir en una nació independent, coneguda ara com a Bangladesh.

## Història

### Postindependència
L'Índia Britànica fou dividida l'any 1947 en els estats independents de Pakistan i Índia. La província de Bengala fou dividida entre tots dos estats. La part occidental de la província es va convertir en l'estat de Bengala Occidental de l'Índia i la part oriental es va convertir a la província de Bengala Oriental de Pakistan, amb una majoria aclaparadora de la comunitat musulmana, una gran minoria hindú i petites minories de budistes i animistes. Bengala Oriental va esdevenir una de les cinc províncies del Pakistan unificat. Les altres quatre províncies pakistaneses (Panjab Occidental, Sind, Balutxistan i la Frontera del Nord-oest) estaven situats en l'altre costat d'Índia, conformant així el Pakistan Occidental.
Després de la independència del domini britànic, Bengala Oriental va ser descuidada pel govern central amb base en el costat occidental que estava per moments sota la llei militar o marcial. Una causa important de ressentiment entre els bengalís va ser l'explotació econòmica. Les tensions creixents van portar a la Política d'Una Unitat, implementada en 1955, que abolia les províncies. Sota aquesta política, Panjab Occidental, Balutxistan, Sind i la Frontera del Nord-oest van ser unides sota la designació nominal de Pakistan Occidental, mentre que Bengala Oriental es va convertir en el Pakistan Oriental.
Les tensions van arribar al seu punt més crític en 1971, després de la cancel·lació per part del president pakistanès Yahya Khan dels resultats electorals que li van donar a la Lliga Awami una majoria al parlament. La Lliga Awami va guanyar gairebé tots els escons al Pakistan Oriental, però cap al Pakistan Occidental. Pakistan Oriental tenia més de la meitat dels escons parlamentaris perquè albergava més de la meitat de la població. Encara que la Lliga Awami estava en posició de formar un govern sense cap coalició, va ser forçada a començar negociacions amb el Partit del Poble Pakistanès que havia guanyat la majoria dels escons al Pakistan Occidental. Les negociacions van fracassar i un govern militar va cancel·lar els resultats de les eleccions al Pakistan Oriental. Sota el lideratge de Sheikh Mujibur Rahman, Bangladesh va començar la seva lluita per la independència, que va ser seguida per una dura repressió duta a terme per l'exèrcit pakistanès contra civils bengalís el 25 de març de 1971. El govern de Sheikh Mujibur Rahman va denunciar que aproximadament d'1 a 3 milions de bengalíes van morir durant la guerra entre març i desembre de 1971, mentre que fonts pakistaneses van informar que el nombre total de persones mortes a Pakistan Occidental i Oriental va ser menor a 100.000.

### Independència de Pakistan Oriental (Bangladesh)
La tensió entre Pakistan Oriental i Occidental va arribar al seu punt àlgid quan en 1970 la Lliga Awami, el partit polític més important de Pakistan Oriental, liderat per Sheikh Mujibur Rahman, va obtenir una aclaparadora victòria en les eleccions nacionals a Pakistan Oriental. El partit va guanyar 167 dels 168 escons assignats a Pakistan Oriental i, per tant, una majoria en l'Assemblea Nacional composta per 300 escons. Aquesta situació va donar a la Lliga Awami el dret constitucional de formar un govern; no obstant això, Yahyah Kahn, el líder de Pakistan, es va negar a permetre que Rahman es convertís en Primer Ministre de Pakistan. Aquesta decisió va incrementar l'agitació per una major autonomia en l'est.
El 26 de març de 1971, el dia posterior a l'atac militar contra civils a Pakistan Oriental, el major Ziaur Rahman va declarar la independència de Bangladesh en nom de Sheikh Mujibur Rahman. Amb això, es va iniciar la Guerra d'Alliberament de Bangladesh, en la qual el Mukti Bahini o Exèrcit d'Alliberament unit al desembre de 1971 amb 400.000 soldats indis es va enfrontar a l'exèrcit pakistanès de 65.000 soldats incloent les forces paramilitars. Un addicional aproximat de 25.000 voluntaris civils mal equipats i forces policials també es van unir a l'exèrcit pakistanès.
El 16 de desembre de 1971, l'exèrcit pakistanès va ser sobrepassat pels indis i no tenia gairebé força aèria que el recolzés. Les forces pakistaneses es van rendir a les forces armades índies comandades pel lloctinent general Jagjit Singh Aurora. Bangladesh va obtenir reconeixement ràpidament per molts països i, amb la signatura de l'Acord de Shimla, la majoria dels països van acceptar aquest nou Estat. Bangladesh es va unir a l'Organització de les Nacions Unides l'any 1974.

### Govern de Pakistan Oriental
El 14 d'octubre de 1955, l'últim governador de Bengala Oriental (Amiruddin Ahmad) es va convertir en el primer governador de Pakistan Oriental. Al mateix temps, l'últim ministre en cap de Bengala Oriental es va convertir en ministre en cap de Pakistan Oriental. Aquest sistema va durar fins al cop militar de 1958, quan el càrrec de ministre en cap va ser abolit tant a Pakistan Oriental com a Pakistan Occidental. Des de 1958 fins a 1971, l'administració es va mantenir en mans del President de Pakistan i del governador de Pakistan Oriental, qui va mantenir el títol d'administrador de la llei marcial.